# ハワイ州道190号線

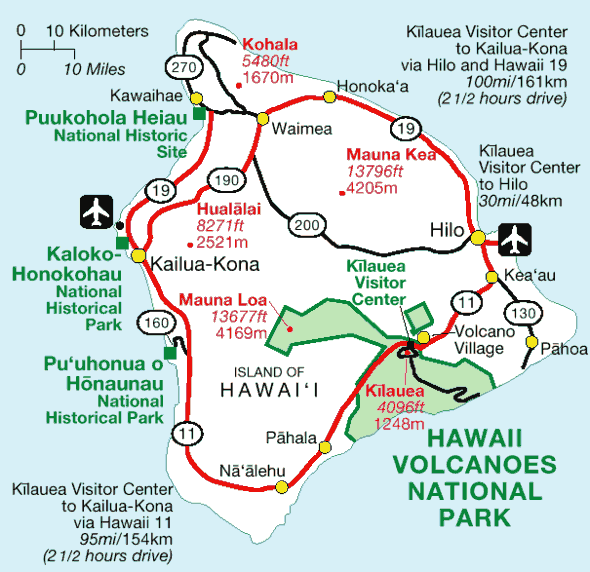
ハワイ州道190号線は北のワイメアと西海岸のカイルア・コナを結ぶ、山側の道路。

ハワイ州道190号線（ハワイしゅうどうひゃくきゅうじゅうごうせん、英語: Hawaii State Highway 190）はアメリカ合衆国ハワイ州の最大の島であるハワイ島にあり、北のワイメアと西海岸のカイルア・コナとを結ぶ全長62.3km（38.7マイル）の道路である。かつて全島の海岸線に沿って島を一周したマーマラホア道路（Māmalahoa Highway）の一部で、同じく西海岸も走るハワイ州道19号線が海側を行くので「マカイ」（ハワイ語で海側の）に対して、山側を行くので「マウカ」（山側の）とも呼ばれる。  
最近島の中央部を通るハワイ州道200号線（旧名：サドルロード）が整備されたので、東西の往来にはそちらを通る場合が多い。

## 路線
ハワイ州道190号線は、ワイメアを出発して、ワイメア・コハラ空港を通り、サドル・ロードの終点を経て、 カイルア・コナでパラニ・ロード（Palani Road）に入り海側へ下り、終点はハワイ州道19号線とハワイ州道11号線の終点でもある。   

## 参照
1. ↑   Drive North or South route Kona-Hilo? (英語)
2. ↑   Hawaii Highways
3. ↑   旅行ガイド『地球の歩き方リゾート、ハワイ島』　（ダイヤモンド・ビッグ社、2007年）  「ハワイ島全図」
4. ↑   ハワイ島観光情報 トピック